# Basse-Goulaine
Basse-Goulaine è un comune francese di 8 265 abitanti situato nel dipartimento della Loira Atlantica nella regione dei Paesi della Loira.

## Società

### Evoluzione demografica
Abitanti censiti